# Adam Klich
Adam Klich (ur. 25 grudnia 1927 w Grybowie, zm. 10 sierpnia 2022 w Krakowie) – polski naukowiec, profesor nauk technicznych, nauczyciel akademicki Akademii Górniczo-Hutniczej w Krakowie, ojciec Bogdana Klicha.

## Życiorys
Absolwent Liceum Ogólnokształcącego im. Jana Matejki w Wieliczce i Akademii Górniczo-Hutniczej w Krakowie. Od 1954 pracownik naukowo-dydaktyczny AGH. Doktorat (1964), habilitacja (1967), profesor nadzwyczajny (1974), profesor zwyczajny (1984). Prodziekan Wydziału Maszyn Górniczych i Hutniczych, dyrektor Instytutu Maszyn Górniczych i Hutniczych, dyrektor Instytutu Maszyn Górniczych (1982–1999).
Członek i przewodniczący wielu Rad Naukowych w kraju i zagranicą. Przewodniczący Sekcji Mechanizacji Górnictwa PAN od 1990. Ostatnio zatrudniony w  Instytucie Techniki Górniczej KOMAG – Gliwice. Odznaczony Krzyżem Kawalerskim, Oficerskim, Komandorskim Orderu Odrodzenia Polski, Medalem Komisji Edukacji Narodowej. Pochowany został w grobowcu rodzinnym na Cmentarzu Komunalny w Wieliczce.